# Protolestes fickei
Protolestes fickei är en trollsländeart som beskrevs av W. Foerster 1899. Protolestes fickei ingår i släktet Protolestes och familjen Megapodagrionidae. Inga underarter finns listade i Catalogue of Life.